# Sukowicze (obwód miński)
Sukowicze (biał. Сукавічы, ros. Суковичи) – wieś na Białorusi, w obwodzie mińskim, w rejonie mińskim, w sielsowiecie Łoszany.